# What About My Dreams?
A What About My Dreams? (magyarul: Mi van az álmaimmal?) egy popdal, mely Magyarországot képviselte a 2011-es Eurovíziós Dalfesztiválon. A dalt Wolf Kati adta elő angol és magyar nyelven. A dal magyar nyelvű változatát Szerelem, miért múlsz? címmel 2011. február 10-én mutatták be Magyarországon.

## Eurovíziós Dalfesztivál
A dalt nemzeti döntő nélkül, belső kiválasztással jelölték ki, és a Magyar Televízió egy 2011. március 9-én tartott sajtótájékoztatón jelentette be a döntést. A dal később első helyezést ért el a magyar rádiós lejátszási listán.
A dalt Rakonczai Viktor és Rácz Gergő írta, a dalszöveg Geszti Péter és Johnny K. Palmer munkája. A dalszerzők már korábban is részt vettek a dalfesztiválon: 1997-ben a V.I.P. együttes tagjaiként szerepeltek Miért kell, hogy elmenj? című dalukkal, illetve 2008-ban Csézy Candlelight című dalának előadásában működtek közre.
Az Eurovíziós Dalfesztiválon a dalt először a május 10-én rendezett első elődöntőben adták elő, a fellépési sorrendben tizenötödikként, az izlandi Sjonni’s Friends együttes Coming Home című dala után, és a portugál Homens da Luta együttes A luta é alegria című dala előtt. Az elődöntőben 72 ponttal a hetedik helyen végzett, így továbbjutott a május 14-i döntőbe. Magyarország 2007 óta először jutott be a dalfesztivál döntőjébe.
A május 14-i döntőben a fellépési sorrendben ötödikként adták elő, a litván Evelina Sašenko C’est ma vie című dala után és az ír Jedward Lipstick című dala előtt. A szavazás során 53 pontot szerzett, egy országtól, Finnországtól begyűjtve a maximális 12 pontot. Ez a huszonkettedik helyet jelentette a huszonöt fős mezőnyben.
A következő magyar induló a Compact Disco Sound of Our Hearts című dala volt a 2012-es Eurovíziós Dalfesztiválon.

## Videóklip
A dalhoz készült videóklip 3 perces változata 2011. március 11-én 21 órakor az Magyar Televízió hivatalos weboldalán debütált. A klipben számos budapesti nevezetesség, köztük a Parlament, a Széchenyi lánchíd és a Szabadság híd is feltűnik. A klip rendezője Galler András "Indián", míg a gyártásvezetője Bognár Tibor volt.

## Slágerlistás helyezések
| Slágerlisták (2011) | Lh.* |
| ------------------- | ---- |
| Ausztria            | 47   |
| Belgium (Flandria)  | 45   |
| Egyesült Királyság  | 128  |
| Magyarország        | 1    |
| Oroszország         | 221  |
| Svájc               | 53   |

*Lh. = Legjobb helyezés.